# Алсмер
Алсмер (нід. Aalsmeer) — громада та містечко на північному заході Нідерландів, у південній частині провінції Північна Голландія. Центр громади — Алсмер.
До складу громади входять також поселення Куделстарт (8 904), Калслаген (550), Остенде та Вроувентрост.
Назва походить від нідерландських слів «aal» (морський вугор) та «meer» (море).

## Історія
Алсмер вперше згаданий 1133 року під назвою «Alsmar». Ще одна із ранніх згадок датована 1199 роком. Місцевість була тоді пусткою, поросла вільхою і вербами.
В околицях Алсмера були великі поклади торфу, створювалися великі озера і ставки. Тому це залишило мало землі для сільського господарства, внаслідок чого жителі Алсмера займалися рибальством.
Мала кількість суші сприяла осушенню озер — у 1650 році озера Стом, а Горн у 1674 році. У 1852 році було осушено велику частину озера Гарлем. Згодом осушили озера Шінкенпоел, Остендепоел та Леґмеер. Торф більше не видобувався і мешканці відмовилися від рибальства. Проте розвинулося садівництво, зокрема вирощування полуниць, пік якого припав на період між 1850 і 1885 роками.

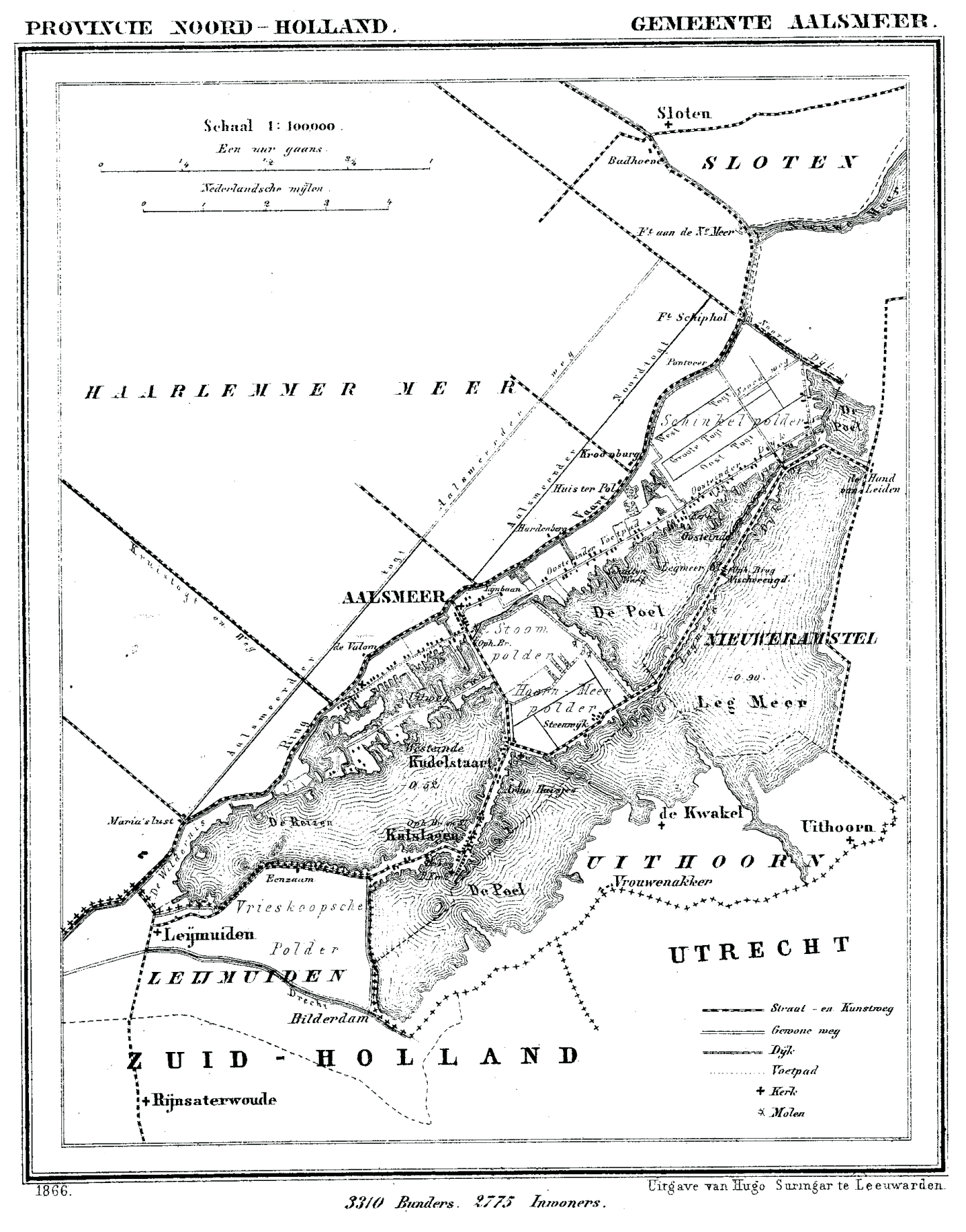
Алсмер на карті 1866 року

Полуниця стала символом для прапору Алсмера: червоний (плоди), зелений (листя) і чорний (ґрунт). Культивування квітів почали близько 1880 року, спочатку троянд у теплицях. Фермери продавали свої полуницю і квіти дистриб'юторам, які привозили їх баржами на ринок у Амстердамі. Але торгівля перейшла в Алсмер. У 1912 році були створені два підприємства: Центральний Алсмер Аукціон та Bloemenlust.

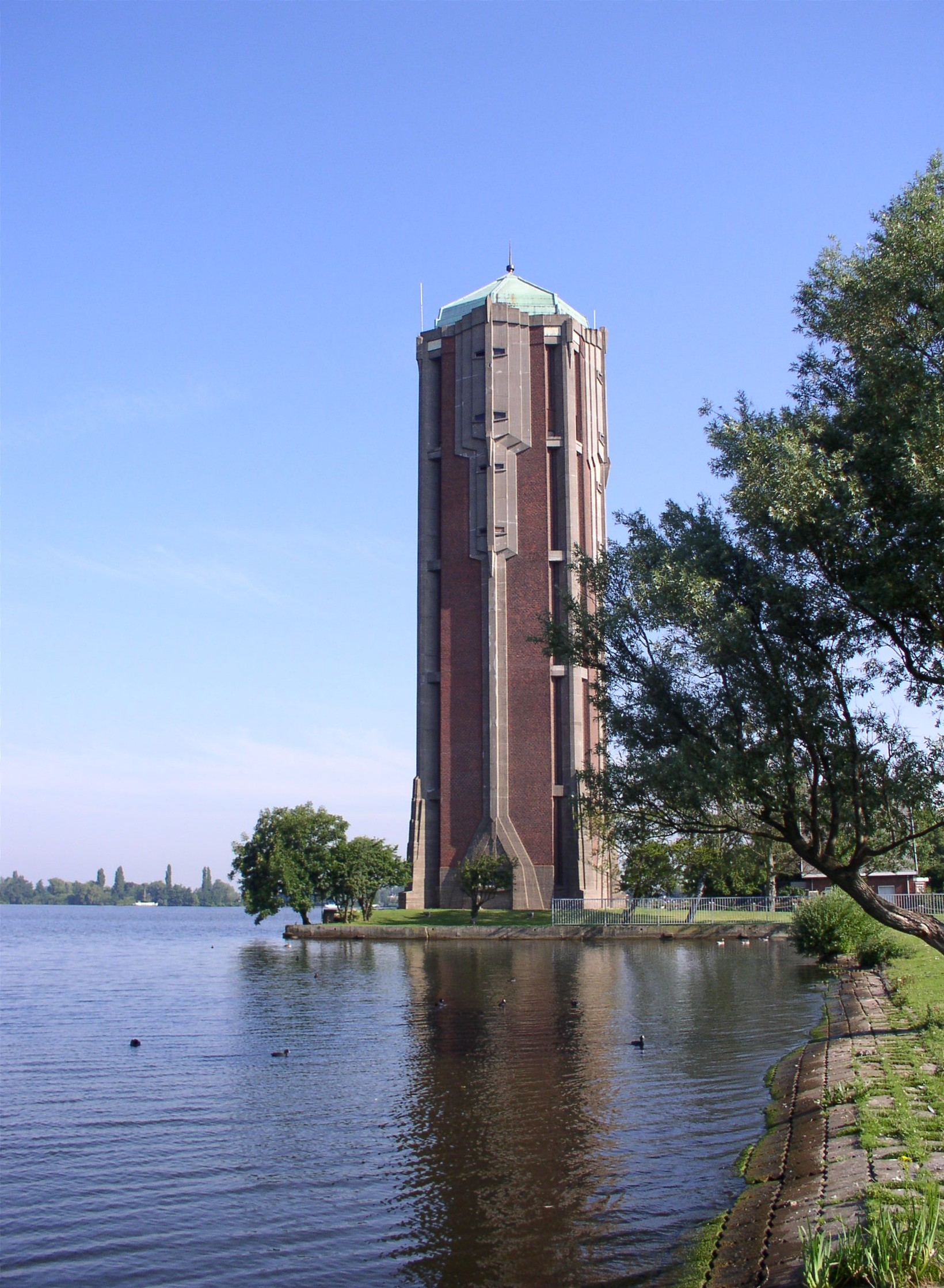
Водонапірна вежа 1928 року побудови

Під час Другої світової війни Аалсмеер здобув репутацію громади, що підтримувала нацистів, в основному через його фанатично відданого Націонал-Соціалістичному рухові мера та декількох нацистських прибічників. Саме тому по війні понад сто судових справ було відкрито проти нацистських прибічників із Алсмера.
У 1950 році у Алсмері було 12500 жителів. У 1968 році було об'єднано два аукціонні підприємства і утворено Verenigde Bloemenveilingen Aalsmeer (Об'єднані Квіткові Аукціони Алсмера).

## Економіка

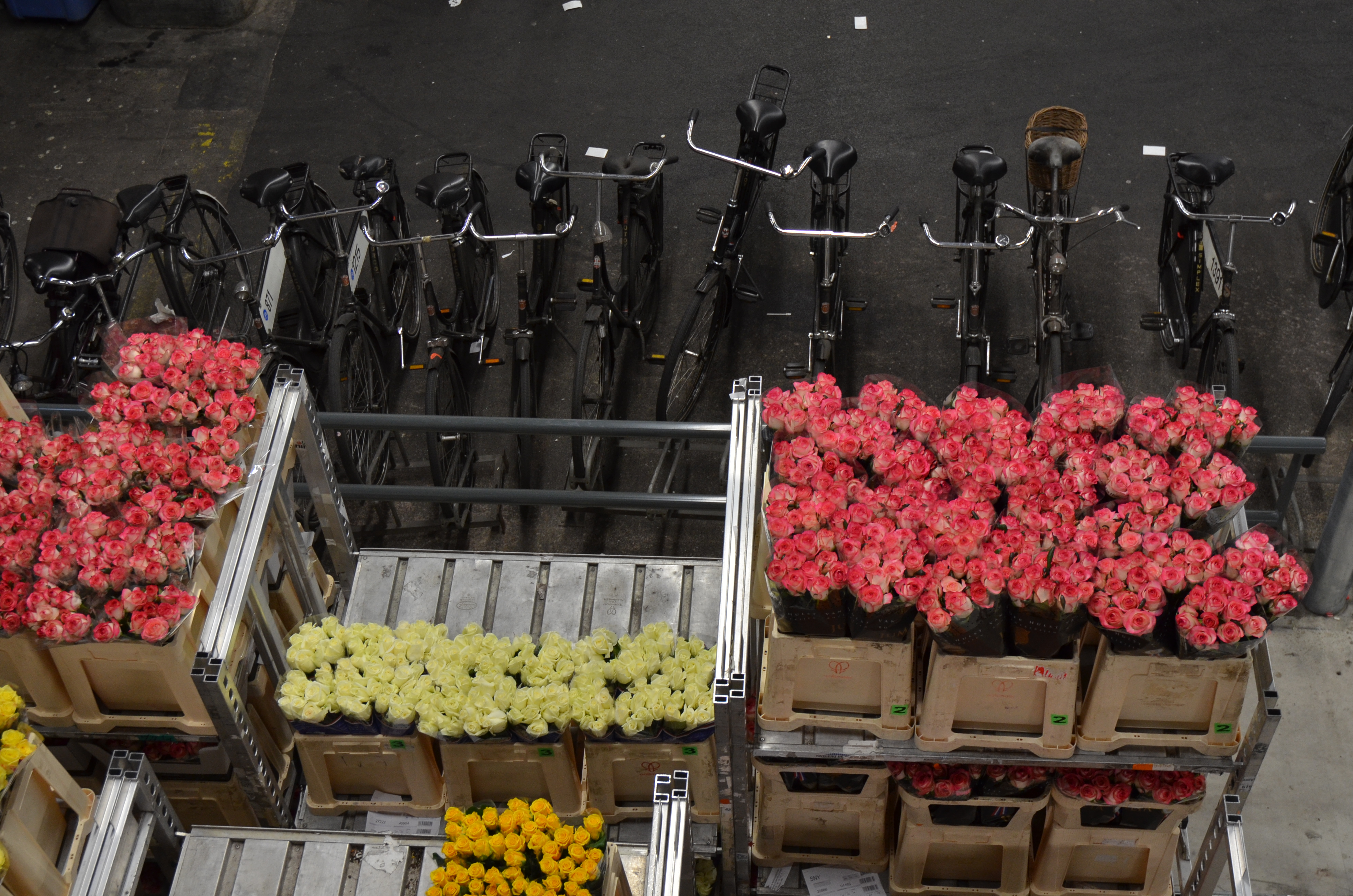
Велопарковка біля квіткового аукціона
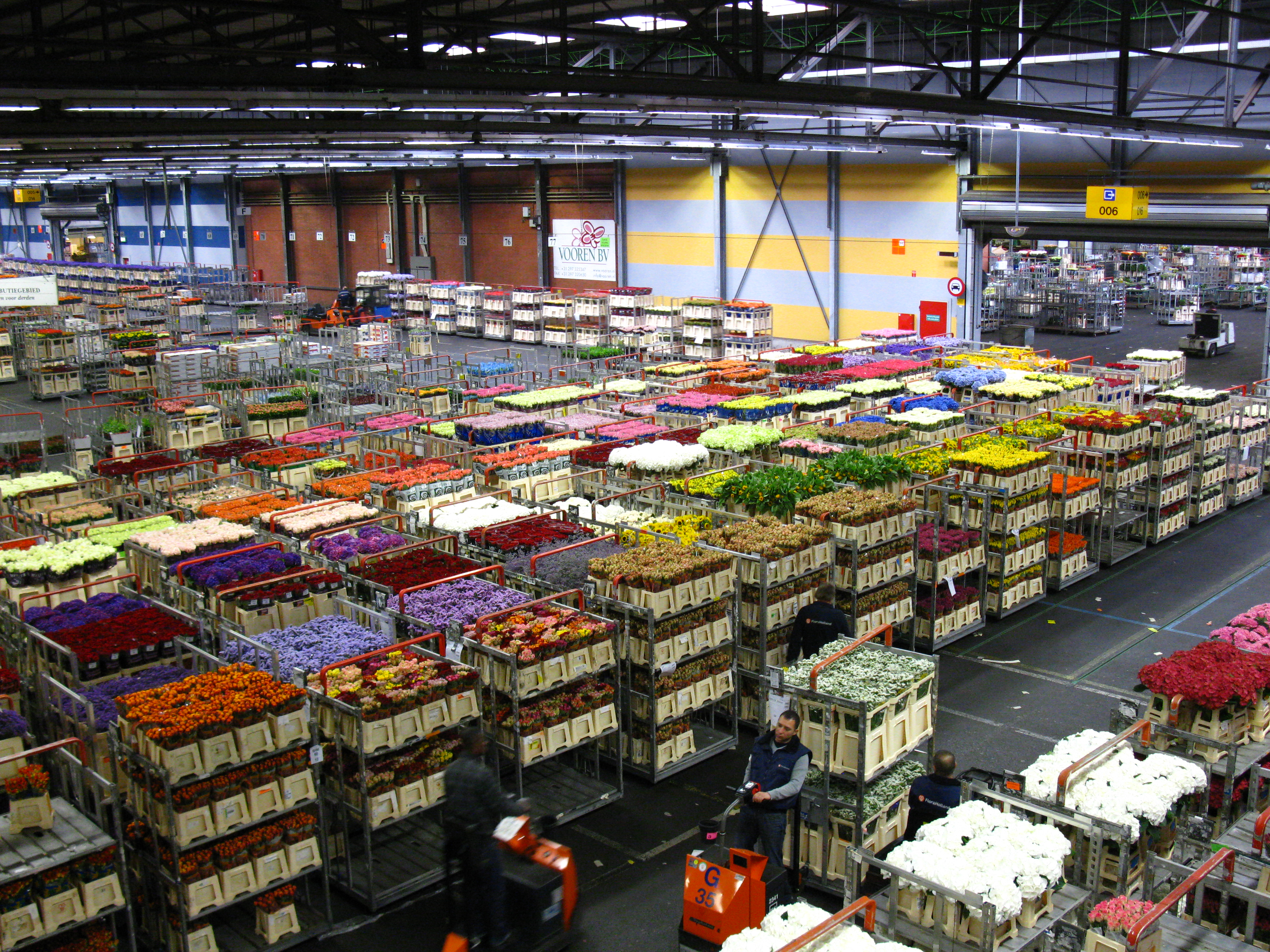
Всередині
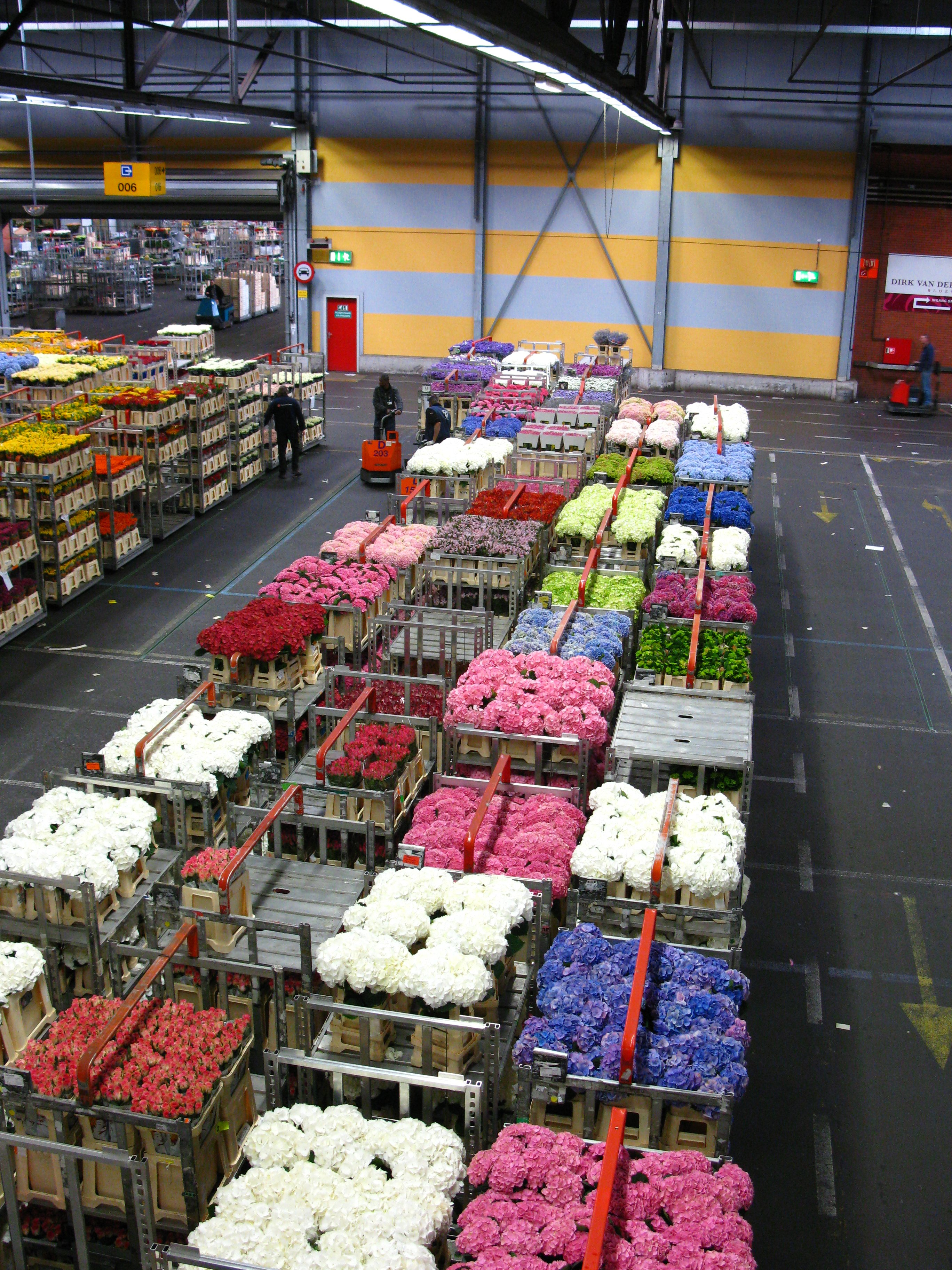
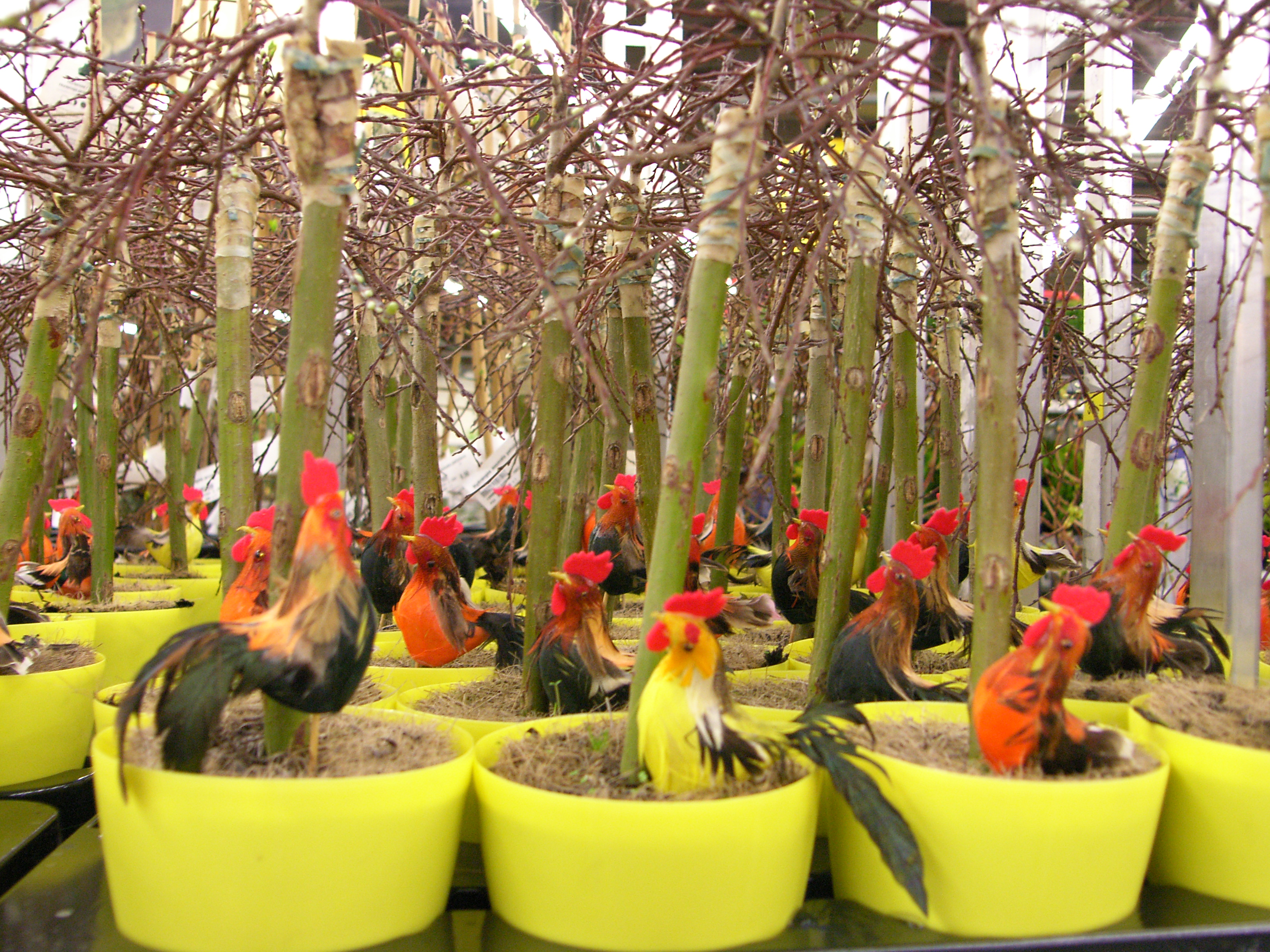
Саджанці
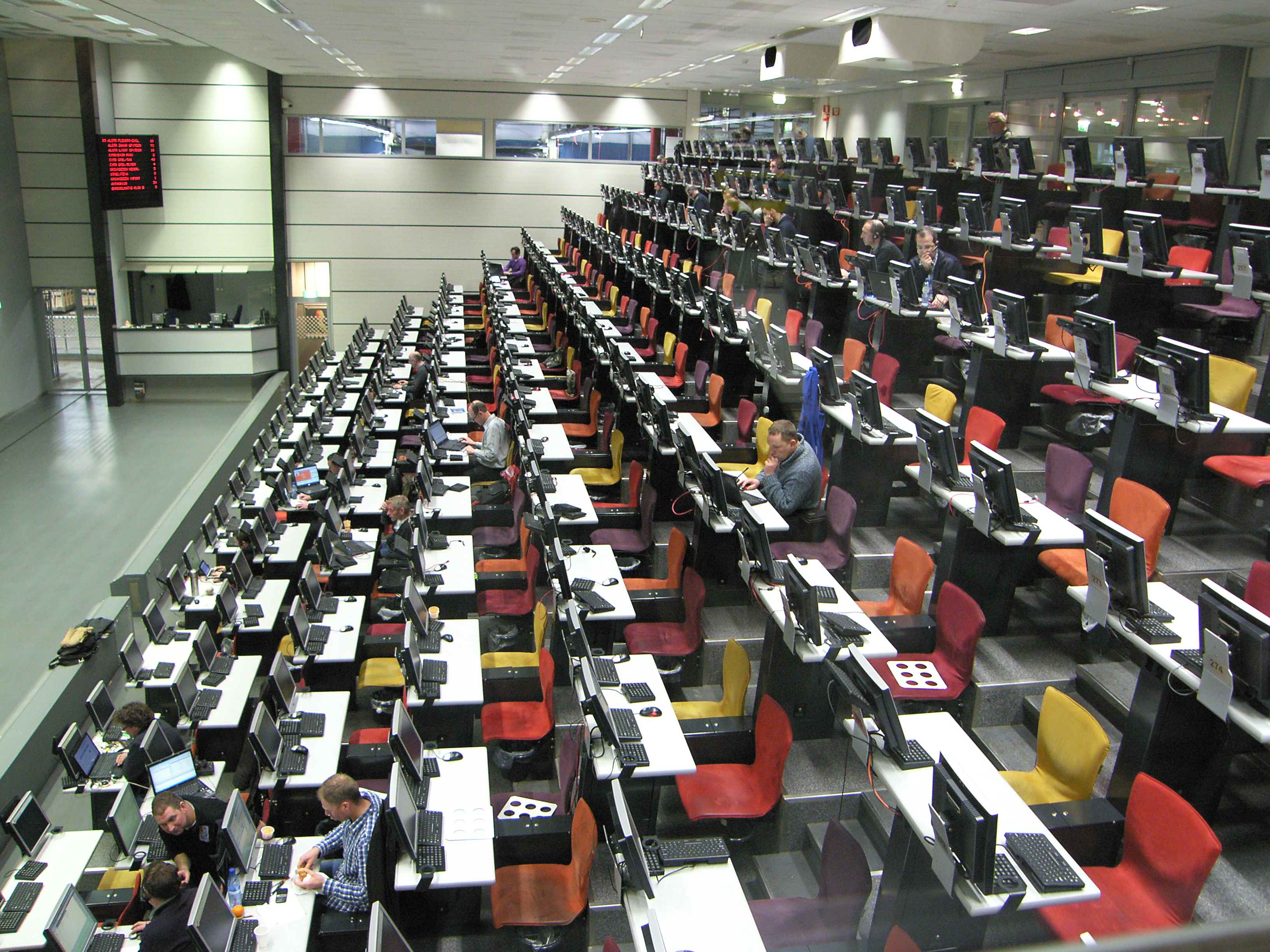
Аукціон

Сьогодні основними галузями економіки Алсмера є квітництво, медіа та сільське господарство.
З 1 січня 2008 Об'єднані Квіткові Аукціони Алсмера злилися з об'єднаними аукціонами Naaldwijk і Rijnsburg під назвою FloraHolland. Квіти, які вирощуються і продаються — це гвоздики, троянди, бузок, фрезії, хризантеми, цикламени та бегонії. Більше 80 % всіх покупок здійснюють іноземні покупці. Щорічний дохід від реалізації квітів і їх саджанців вимірюється сумою в 1 млрд 600 тис. євро.
Молочні продукти, яловичина, картопля, овочі і фрукти вирощуються та виробляються в Алсмері. Важливими продуктами виробництва в Алсмері є спортивні товари, човни, пакувальний матеріал.

## ЗМІ
У Алсмері розташовані телевізійні студії Endemol.

## Цікавий факт
В Алсмері знаходиться Квітковий аукціон Аалімеера (Aalsmeer Flower Auction), приміщення якого, розміром 740 на 700 метрів, є найбільшою спорудою на Землі, за площею фундаменту.